# Las dos fuentes de la moral y la religión
Las dos fuentes de la moral y la religión (en francés: Les Deux Sources de la morale et de la religion) es un libro del filósofo francés Henri Bergson publicado en 1932 por Félix Alcan. Fue la última obra del filósofo. Su reflexión sobre la moral le llevó a discutir los enfoques sociológicos de su tiempo (Émile Durkheim, Lucien Lévy-Bruhl) con particular énfasis sobre el concepto de obligación que sitúa en el centro de las relaciones interindividuales.
Bergson hizo la distinción. que sigue siendo muy conocida, entre “sociedad cerrada" y "sociedad abierta", la cual sería retomada bajo otra perspectiva por el filósofo Karl R. Popper.

## La cuestión central del misticismo

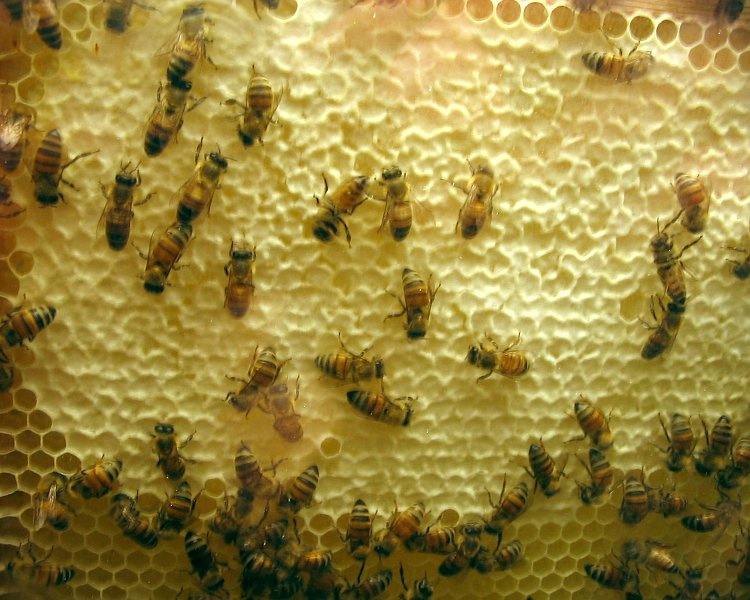
Interior de una colmena artificial. Existe una analogía entre las sociedades animales y las sociedades humanas en ciertos aspectos también regidos por el instinto.
La estructura hexagonal utilizada por la abeja durante millones de años permite crear el máximo número de células utilizando una mínima cantidad de cera. Hemos pensado esto desde IV 4 siglo, pero esto sólo fue demostrado en 1999 por el “teorema del panal ".

La cuestión central que se aborda en el libro es la del misticismo, tanto cuando el autor opone la moral cerrada a la moral abierta como cuando opone la religión estática (asimilada a la superstición) a la religión dinámica.
Frédéric Worms considera el misticismo en Bergson "como un concepto limitante hecho posible por su propia doctrina filosófica, incorporándose a un problema que permanece en el centro de la filosofía de su tiempo y de todos los tiempos." Se sabe que Bergson consideraba a los místicos católicos como los más auténticos (Cristo, Francisco de Asís, Catalina de Siena, Juana de Arco, San Juan de la Cruz, Teresa de Ávila, et al.).
Catherine Chalier, filósofa y especialista en judaísmo, cita este extracto del diario de Etty Hillesum: “Encontré contacto conmigo misma, con lo más profundo de mí y lo que llamo Dios y contigo también." Acerca a los grandes místicos a la joven holandesa de origen judío fallecida a los 29 años en Auschwitz (noviembre de 1943): “Este más adentro" de hecho lo conecta con otros seres humanos y con todo lo que vive porque es la fuente de la “gran corriente de vida" de la cual, como Bergson, Etty Hillesum sentía la fuerza creativa en sí misma los días en que está cerca de él."

## Moral cerrada y abierta
Cercano a Émile Durkheim a este respecto, Bergson considera que la primera moral, la moral cerrada, es todo el sistema de hábitos que regulan nuestra conducta según las exigencias sociales y que llamamos o relacionamos con obligación moral pero que en realidad proviene de la vida.
Corresponde, escribe William Marceau  “que es el instinto animal ; responde para el ser inteligente a este instinto que une a las abejas de una colmena y a las hormigas de un hormiguero, a los hábitos que aseguran el correcto funcionamiento de las células de un organismo: la moral del hombre está inscrita en su naturaleza como la de la abeja y la hormiga." 

### Llamado contra la obligación, héroes y santos

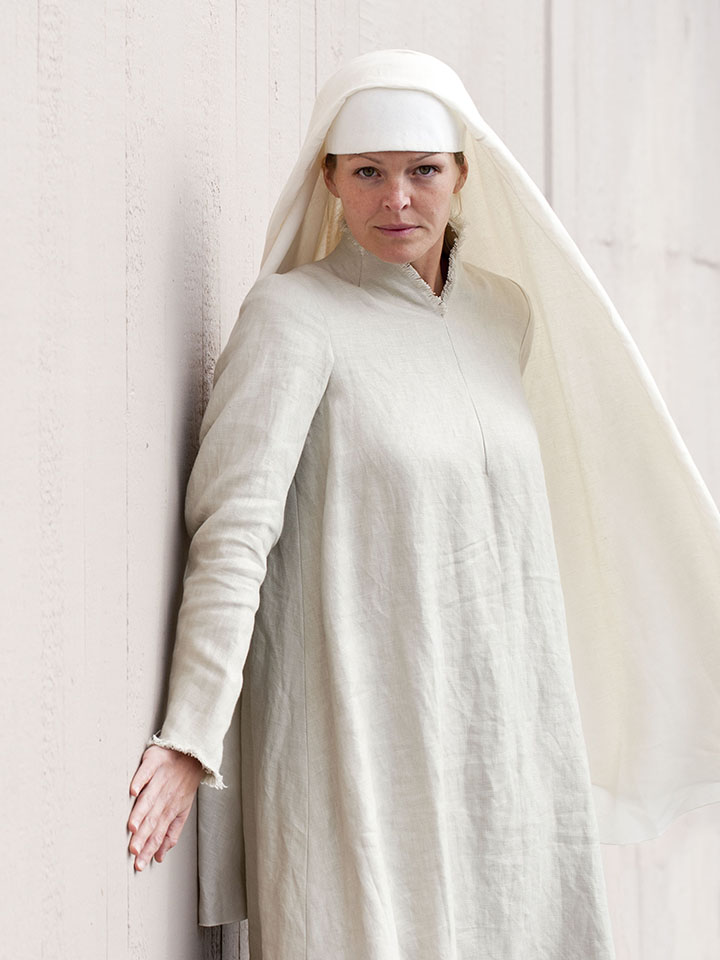
La actriz Elin Rombo interpreta a Blanche de la Force en la ópera Dialogues des carmélites, una producción de la Ópera Real de Estocolmo (2011) inspirada en Dialogue des carmalités de Georges Bernanos. Blanca, después de hacer el voto de martirio, huyó de sus compañeras y luego, bajo la misteriosa influencia de su antigua priora, se unió a sus hermanas en el cadalso. Rara ilustración de la Comunión de los Santos.

La sociedad que nos presiona de esta manera no es la humanidad en general sino la familia, el clan, la tribu, en definitiva una sociedad cerrada cuyos imperativos lejos de ser válidos como los de la moral kantiana por ejemplo, de que todos sean razonables en general, sólo aplica para grupos separados y cerrados. Es ajeno al impulso vital del que surgió la humanidad global.
Por lo contrario, "la moral abierta es el llamado del héroe, del hombre superior, del santo o del místico”, planteado por “el mismo élan vital y que intenta atraer a otros hombres tras su estela. Así fueron Sócrates, especialmente Jesucristo y los santos del cristianismo. […] Ya no es una presión, como la que la sociedad ejerce sobre los individuos, para congelarlos en la rutina y constituir una moral estática, es una llamada que se hace oír, una emoción que comunica y que empuja detrás de ellos a la multitudes enardecidas, deseosas de imitarlos." Lo que encontraron es una moralidad abierta. William Marceau, Jean Lebrec, Jacques Chevalier consideran que hay una presencia de Bergson en Joseph Malègue, en particular en su novela inacabada Piedras Negras. Las Clases Medias de la Salvación, en particular a través de este concepto epónimo que apunta tanto a la moral cerrada como a la religión estática - una moral cerrada y una religión estática que los santos, con su propia vida, llaman a superar. Para Jean Lebrec, Las dos fuentes de la moral y la religión constituyen "la columna vertebral" de Piedras negras.
Para Lebrec, la salvación a través del santo tiene lugar en Malègue en lo invisible del "hilo misterioso de una solidaridad metafísica." sumándose a la "más altas nociones católicas de la Comunión de los Santos […como] con Bernanos, en L'Imposture (1927) y La Joie (1929), fue necesario el sacrificio del Abad Chevance, luego de Chantal de Clergerie para salvar a Cénabre de su luciferino orgullo." Como en El diálogo de las carmelitas de Philippe Agostini y Raymond Leopold Bruckberger (guion del mismo basado en la obra de Georges Bernanos), donde, al aceptar morir con miedo, la anciana priora transmite a una novicia presa de la morbosa angustia de la muerte, Blanche de la Force, el coraje de morir mártir10.
Citando a Bergson, Alain Bouaniche escribe que la emoción en cuestión es diferente de la emoción superficial que sólo concierne a nuestro "nervios" o incluso shock, asombro. Es más bien, dice, “una totalidad dinámica que nos invade, hasta fusionarse con nuestra voluntad .” Lo que se percibe en el contacto con el héroe o el santo no es del mismo orden que la obligación en la moral cerrada. Se trata de una moral abierta, una obligación de naturaleza completamente distinta, que está en entredicho: “ No es la sociedad la que pesa el peso del hábito sobre el individuo, sino el individuo que escucha, en sí mismo, las resonancias de una emoción que lo libera de sus hábitos, es decir, de la sociedad y de sí mismo. 

### Lectura de esta distinción por Paul Ricoeur

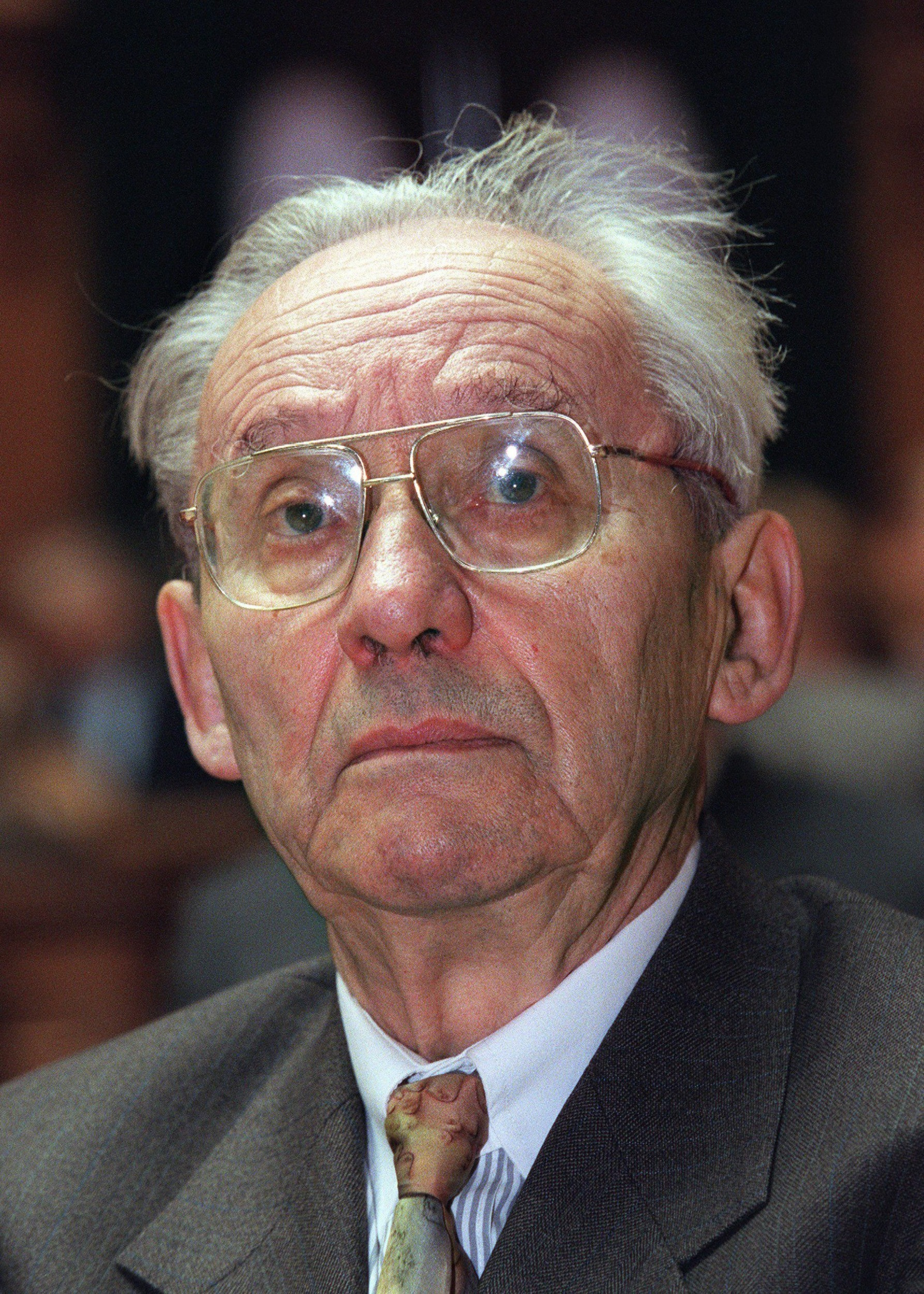
Paul Ricoeur en 1999.

Paul Ricoeur retomó esta distinción entre obligación (que tiende a la coacción) y llamado (en el sentido que Bergson alude). Escribe que: “La obligación deja de ser una obligación cuando los valores ilustrados por la moral toman el rostro de alguien, son llevados por el impulso de las decisiones vivas, en definitiva son encarnados por personas auténticas […] Parece claro que la obligación moral está ligada a su anonimato [...] cuanto más encarna un valor como la justicia en una conciencia militante que le da el impulso de su indignación y de su generosidad, más la coacción se convierte en un llamamiento. La coacción es signo de deshumanización […] la llamada es signo de una creación, de una “historicización" de valores vividos por hombres que viven ellos mismos. Coacción y llamada son el límite inferior y el límite superior de las “representaciones colectivas" […] el área de “ social "[…] tiene como límite inferior la coacción o esclavitud donde ya no hay sociedad ni derechos y donde la voluntad está enajenada; su límite superior es la amistad donde ya no hay sociedad ni ley, sino llamada liberadora, y donde el querer ya no es motivado, aconsejado sino creado."

## Religión estática
La religión estática es aquella que naturalmente, a través de la función fabulatoria, frente al “poder disolvente de la inteligencia", contra la representación de este último "de la inevitabilidad de la muerte”, y para llenar un “posible déficit en el apego a la vida" por este poder disolvente de la inteligencia y por la inevitabilidad de la muerte que establece, crea " ficciones y creencias que se oponen a los hechos y representaciones de la inteligencia.” La función fabulatoria crea representaciones “que dan lugar a supersticiones" que tienen el carácter común de ser fantasmáticas." La religión, definida como estática ”Por lo tanto, se define primero por sus efectos o su función: contrarrestar los “efectos perversos" por así decirlo, de la inteligencia; luego por su medio o lo que asegura esta función en la especie humana: el conjunto de representaciones activas o ideomotoras resultantes de la función fabulatoria, y las instituciones así suscitadas en cualquier sociedad con fines de cohesión y cierre."  Sin embargo, estos efectos pueden obtenerse “de otra fuente, diferente en naturaleza, aunque puede y de hecho siempre está injertada en este fundamento natural: esta es la experiencia mística, que rompe con la religión “estática” y cuya mezcla con ella. da lugar a esta mezcla que es la “religión dinámica” misma.

## Religión dinámica y experiencia mística
El 8 de marzo de 1932 Bergson declaró a Jacques Chevalier sobre Las dos fuentes de la moral y la religión: “ Si algo nuevo aporto a estas páginas es esto: Estoy tratando de introducir el misticismo en la filosofía como un proceso de investigación filosófica.”

### El misticismo como fundamento de la religión dinámica

Los problemas de Teresa de Ávila con la Inquisición atestiguan la "calidad de su acción indiferente a los obstáculos y problemas humanos "

Para Bergson, el déficit de apego a la vida puede encontrar otra solución en la religión dinámica y el misticismo que es su fundamento.
El misticismo es un toma de contacto y por tanto una coincidencia parcial, con el esfuerzo creativo que manifiesta la vida. Este esfuerzo es de Dios, si no de Dios mismo. El gran místico sería una individualidad que traspasaría los límites asignados a la especie por su materialidad, que así continuaría y prolongaría la acción divina." 
La religión dinámica no proviene de la sociedad, porque el místico capta inmediatamente a Dios a través de su intuición. Religión dinámica por tanto, no es fruto de una invención sino de una certeza porque el alma del místico está unida a aquello que le da vida: “el alma deja de girar sobre sí misma, escapando por un momento a la ley que exige que la especie y el individuo se condicionen mutuamente, circularmente. Se detiene, como si escuchara una voz que la llama. Luego se deja llevar, de frente. No percibe directamente la fuerza que la mueve, pero siente su presencia indefinible o la adivina a través de una visión simbólica. Luego viene una inmensidad de alegría, éxtasis en el que se absorbe o arrobamiento que sufre: Dios está ahí, y ella en él. No más misterio. Los problemas desaparecen, la oscuridad se disipa: es una iluminación."
Lo que da fe de la autenticidad de esta experiencia “es precisamente la calidad de la acción de uno, indiferente a los obstáculos y problemas humanos (prácticos o intelectuales, para el caso) "y esta cualidad" dará fe de su misticidad ."

### Papel convergente de las dos morales y las dos religiones
En una intervención en el coloquio Bergson y la religión organizada por la Facultad Protestante Autónoma de la Universidad de Ginebra el 30 de noviembre y el 1 de diciembre de 2006, Frédéric Worms indicó al comienzo de su presentación que “ De hecho, son tanto la moral como la religión las que convergen hacia este resultado en el dominio social de la oposición de lo cerrado y lo abierto.”
La presentación oral en Ginebra en 2006 se retoma en 2008 en el capítulo introductorio escrito por Frédéric Worms al libro colectivo editado por Ghislain Waterlot Bergson et la religion que retoma el título de la conferencia de Ginebra pero no alude a ella. Gusanos escribe que “la distinción misma entre lo estático y lo dinámico en la religión –y quizás en cada religión– es en realidad una reanudación y una intensificación de la distinción, establecida por primera vez en la moralidad, entre lo cerrado y lo abierto .”

### ¿No saber qué es Dios? (quid, su naturaleza), pero ¿quién es él? (quis, su persona)
Según Anthony Feneuil, Bergson no sólo introduce en su filosofía la cuestión de la existencia de Dios, puesto que ya había hablado de ella en La evolución creadora, existencia que dedujo de datos biológicos. Ciertamente, la existencia de una profunda concordancia entre las diversas maneras en que los místicos hablan de su experiencia" es un signo de una identidad de la intuición que podría explicarse más simplemente por la existencia del Ser con el que creen estar en comunicación."

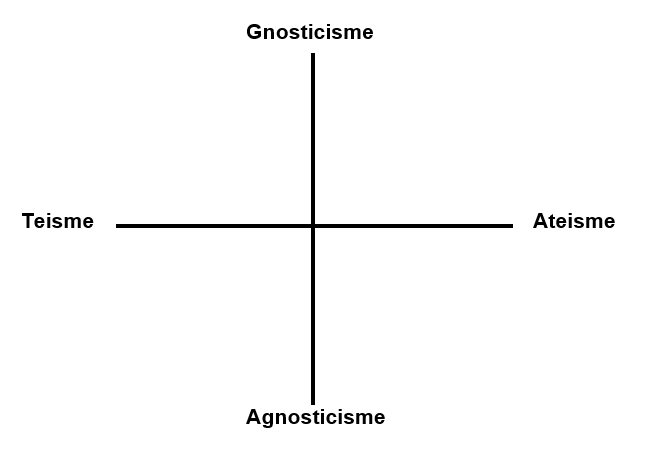
Errores que se deben evitar en el discurso sobre Dios, incluidos el agnosticismo y el antropomorfismo.

Y también es cierto que la certeza de la existencia de Dios crece sin dejar de ser asintótica. Pero la contribución esencial de la mística, tal como la estudia Bergson, es acercar la filosofía a la teología y permitir avanzar en el conocimiento de la naturaleza de Dios desde un punto de vista estrictamente filosófico.
Si la filosofía puede formular la esencia de la experiencia mística, también podrá hablar de la naturaleza de Dios (aunque esto "naturaleza de dios" se centra más en el “¿quis? (¿quién?)” (y por tanto la persona, su propio nombre), que en el “¿quid? ¿Qué?" más " tomista " (y un nombre común)).
Frente a la experiencia mística, el filósofo debe evitar el peligro del “antropomorfismo" (colocando concepciones filosóficas sobre esta experiencia), pero también del “agnosticismo" que consistiría en pensar que no es posible hablar de ello. El enfoque del filósofo que quiere conocer la naturaleza de Dios a través de la experiencia mística toma dos direcciones: “hacia afuera, en la búsqueda de la especificidad irreductible de la experiencia mística; hacia adentro, en la búsqueda de una integración conceptual de la fórmula de esta experiencia." Por tanto, hay que evitar dos errores: el antropomorfismo, que reduciría la experiencia mística de Dios a preconceptos filosóficos, y el agnosticismo, porque la singularidad de la experiencia mística no impide al filósofo hablar de ella (los místicos hablan con rigor de su experiencia y de las experiencias). de los místicos cristianos tienen mucho en común, independientemente del dogma, según Bergson) y con ello hablan de Dios.

### La cuestión de la persona
Lo anterior -y en particular el hecho de que la pregunta "¿quién? " reemplaza la pregunta “ ¿qué? "- explica que Bergson en Las dos fuentes de la moral y la religión trabajara sobre la noción de persona. El misticismo expresado en palabras, piensa Bergson, es que Dios es amor y que él es el objeto del amor. Fórmula en la que la mística es inagotable: “lo que dice claramente es que el amor divino no es algo de Dios: es Dios mismo..." Pero ¿qué pasa con el concepto de personalidad aplicado a Dios? De hecho, en Bergson hay dos concepciones de la persona.
La primera encuentra su fuente en el Essai sur les données immédiates de la conscience (Ensayo sobre los datos inmediatos de la conciencia). En esta concepción, “la persona se identifica estrictamente con la continuidad del cambio que constituye su historia ." Eso también quiere decir que “ El esfuerzo de la persona humana nunca es otra cosa que la reanudación de algo externo a ella: los actos que ya ha realizado, siempre dependen del mundo en el que está inserta.”
La segunda se desarrolla lentamente a través de varios textos que encontrarán su cumplimiento en Las dos fuentes de la moral y la religión. El ejemplo que ofrece Anthony Feneuil es el de la conferencia L'intuition Philosophique de 1911 publicada en La Pensie et le Mouvant Paris, PUF, 2009 y que toma como ejemplo la música de Beethoven: “No podía formular lo que tenía en mente sin sentirse obligado a corregir su fórmula, luego a corregir su corrección: así, de teoría en teoría, rectificando cuando creía completarse, no hacía otra cosa, por una complicación. que exigía complicación y desarrollos yuxtapuestos a desarrollos, que plasmar con creciente aproximación la sencillez de su intuición original.”

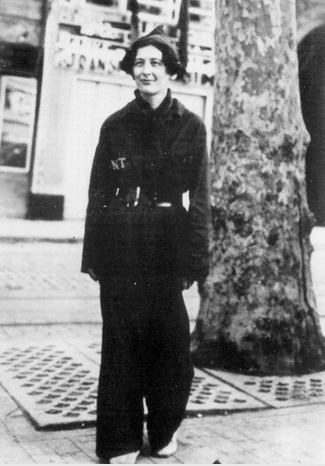
Simone Weil durante la guerra civil española, del compromiso con la extrema izquierda al misticismo.

En Las dos fuentes de la moral y la religión, la intuición de Beethoven se convierte en emoción (emoción supraintelectual): “A lo largo de su trabajo de arreglo, reordenamiento y elección, que continuó en el plano intelectual, el músico retrocedía a un punto situado fuera del plano para buscar aceptación o rechazo, dirección, inspiración: en este punto se encontraba una emoción indivisible que la inteligencia sin duda ayudó a expresarse en la música, pero que era en sí misma más que música y más que inteligencia .” Anthony Feneuil comentó al respecto: “la identidad de la persona como emoción es independiente de la historia vivida por esta persona, de los acontecimientos durante los cuales se crea, porque la emoción no es inmanente al acto creativo que provoca, como la intuición de un filósofo no lo es. inmanente a su filosofía, y porque “si Spinoza hubiera vivido antes que Descartes, sin duda habría escrito algo distinto de lo que escribió, pero con Spinoza viviendo y escribiendo, estábamos seguros de tener spinozismo de todos modos." "¿Esta segunda concepción de la persona es opuesta a la primera? Es necesario que se produzca todo un debate.

### El esfuerzo por ser persona
Entre 1910 y 1916, afirma A. Feneuil, Bergson introdujo la noción de esfuerzo en su concepción de la persona. Primero lo presenta negativamente. Se cree que los trastornos de la personalidad se deben a un impulso insuficiente para ser una persona o un esfuerzo por serlo: “en un caso, la consecuencia es una personalidad dividida, es decir, una incapacidad de reunir todos sus recuerdos en una continuidad, y en el otro caso, neurosis que bloquean la acción, como fobias, manías o impresiones de irrealidad."
Con la conferencia sobre la personalidad celebrada en Madrid en 1916, el pensamiento de Bergson tomó una dirección algo diferente: el esfuerzo por ser persona es un esfuerzo que cuesta enormemente y lo negativo (los defectos del impulso de ser persona) concebido primero como un déficit de la personalidad humana, ahora vuelve a la normalidad: “ Es agotador ser persona, así como lo es estar erguido y caminar sobre dos pies. Adoptar esta actitud requirió un esfuerzo agotador, un esfuerzo que tal vez cueste más de lo que parece."
Bergson ya se orientaba en esta época, según A. Feneuil, hacia cuestiones de religión; su teoría del misticismo ya fue adquirida, al parecer, hacia 1916.Lo mismo ocurre con las ideas sobre religión y sociedad cerrada. Para Bergson, a partir de esta época, la forma más elevada de personalidad, “el mejor logro por ser persona",  ya no es la personalidad humana como continuidad del cambio, es la emoción supraintelectual que es puro esfuerzo como en Dios. Esto es lo que diferencia a los hombres de Dios: “La persona, como Dios, identificada con una emoción supraintelectual, es puro esfuerzo, mientras que el esfuerzo de la persona como continuidad de cambio para mantener su pasado en contacto con su presente, si se sostiene constantemente, nunca es puro, precisamente porque consiste en aceptar lo que ya existe, el pasado." 

### De la persona de los hombres a la persona de Dios

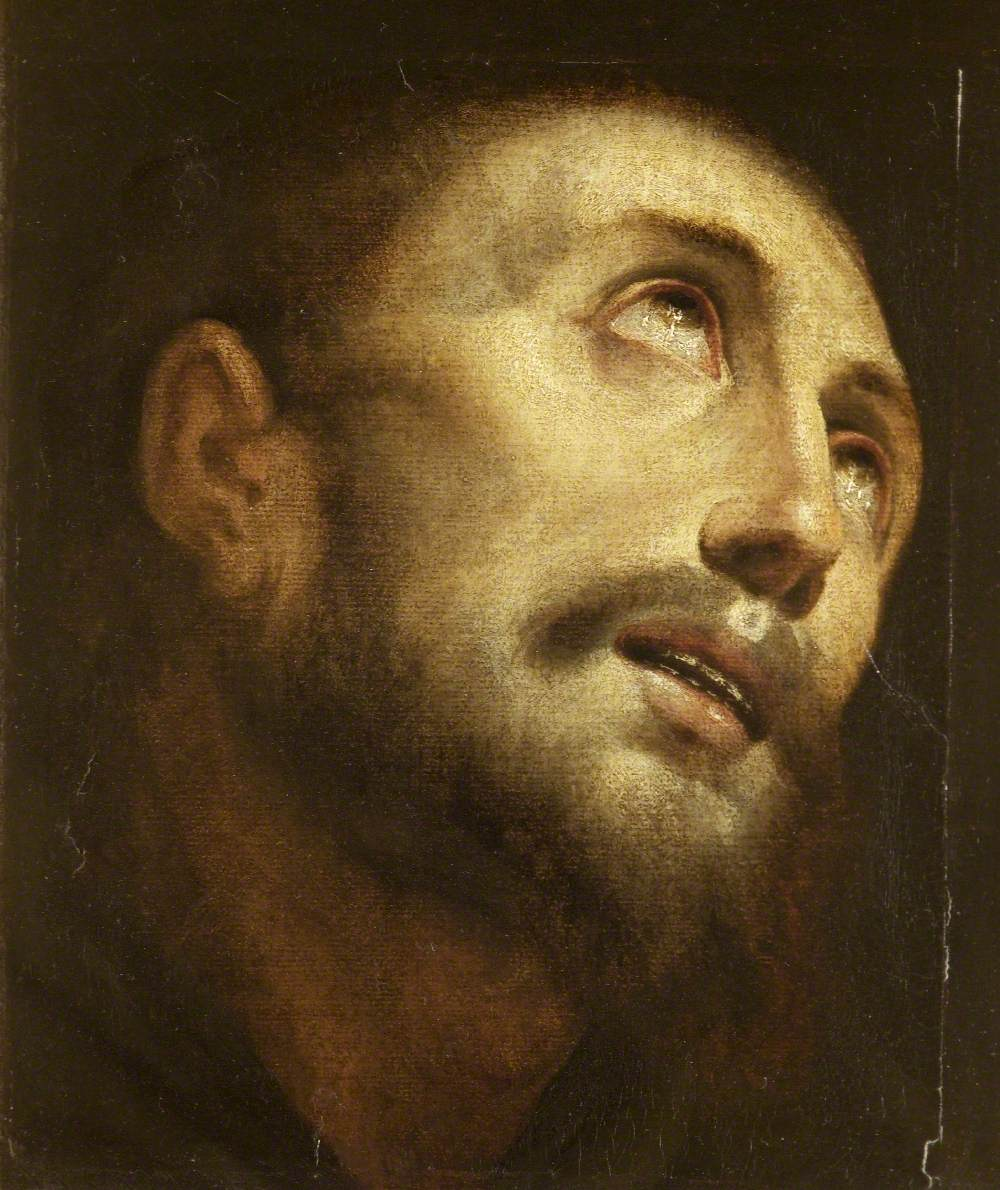
Francisco de Asís en éxtasis, óleo y papel sobre lienzo, 1800, escuela italiana

De hecho, los ejemplos que da Bergson de personas que coinciden sin esfuerzo con su emoción son seres humanos. Pero hay que tener en cuenta dos cosas: son seres excepcionales como verdaderos filósofos, grandes creadores” del arte, la ciencia y la civilización en general ."
Además, lo que sugiere Bergson es que la relación del artista con su obra es la que existe entre la emoción y el acto creativo en la persona de Dios. No es Beethoven quien coincide con la emoción en el origen de su sinfonía, sino sólo el compositor de la sinfonía: “En otras palabras, la emoción creativa de la sinfonía no unifica a toda la persona de Beethoven sino sólo este conjunto de actos que constituye la sinfonía, así como la intuición en el origen de la filosofía de Spinoza no unifica a todo el no Spinoza sino sólo al Spinoza filósofo. Esto significa que el esfuerzo realizado por Spinoza o Beethoven en su emoción no les permite simplificarse como Baruch Spinoza o Ludwig van Beethoven, sino permitir que nazca una nueva persona, una persona en un sentido cercano al sentido adecuado a la persona de Dios, una persona coincidente con su emoción.
Pero esta persona no es la persona que es desde su nacimiento hasta su muerte y que sólo puede definirse como una continuidad del cambio. La creación artística es, pues, una salida de uno mismo, un éxtasis, o más bien la creación de un yo diferente de la continuidad de cambio que uno es desde el nacimiento hasta la muerte. Es, si se quiere, un éxtasis pero un éxtasis que resulta en la creación de una nueva personalidad correspondiente a la obra."
Frédéric Worms añade al tipo de “persona" coincidiendo con su emoción que es la obra de arte, citando a Las dos fuentes de la moral y la religión: “En la imagen que [la creación literaria] puede dar de una creación de la materia a través de la forma, el filósofo debe pensar para representar el amor como energía creadora o el místico ve la esencia de Dios." Y Charles Péguy: “Homero es nuevo esta mañana y nada puede ser tan antiguo como hoy. La unidad última de la obra de arte reside en la emoción que está en su origen, emoción que constituye al artista como artista. Cuando se expresa como artista, el artista trasciende la continuidad del cambio (que también lo es como persona humana histórica), y esto como Dios mismo. Es como si para el ser humano el hecho de coincidir con su emoción fuera un llamado a superarse. También hay que decir que la emoción en la persona humana es una emoción creativa mientras que la emoción con la que Dios se identifica es el amor: “El amor divino no es algo de Dios, es Dios."
Sólo podemos acercarnos a la emoción artística o filosófica de alguien distinto a nosotros a través de las obras o los pensamientos expresados. El problema de “saber cómo una persona humana, persona como continuidad del cambio, puede llegar a ser persona en el sentido en que Dios es persona, en el sentido de la emoción (...) se vincula inmediatamente con el del conocimiento de Dios: siendo la persona de Dios una emoción, y una emoción que sólo se puede conocer mediante la experiencia, conocer a Dios sólo puede significar experimentar la emoción que él es y, por tanto, ser también uno." 

## Conocimiento de Dios a través del misticismo

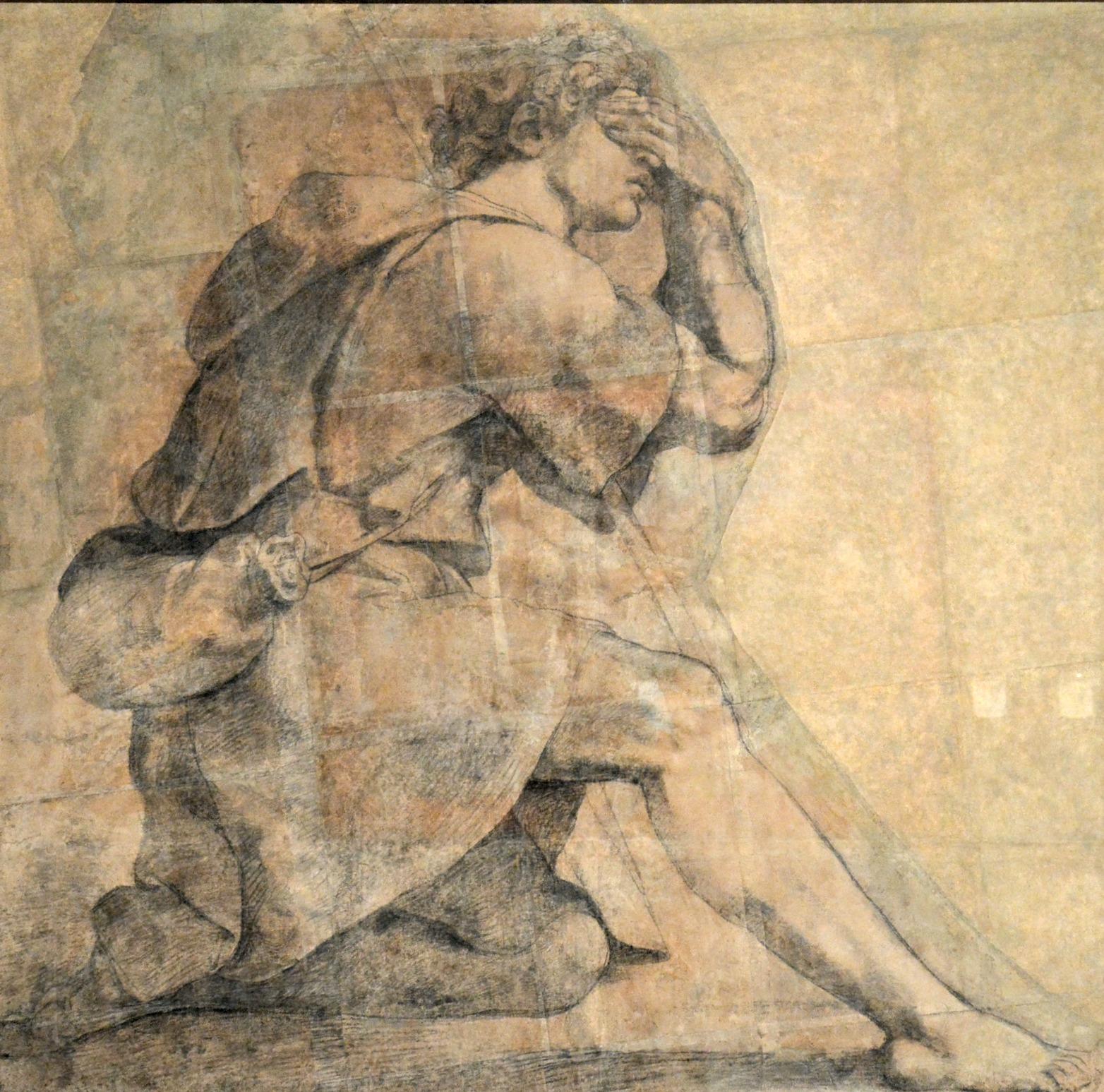
Moisés frente a la Zarza ardiente de Rafael. Imagen de portada de la obra La Faiblesse de Croire (La debilidad de creer) de Michel de Certeau.

Bergson rechaza de entrada la idea de un conocimiento de Dios por analogía, propio del tomismo y que consiste en pensar que las cualidades más elevadas del hombre -la personalidad, el sentido de la Justicia, por ejemplo- se encuentran en Dios pero en un grado eminentemente perfecto y absolutamente inconmensurable con lo que estos atributos son para el hombre. Para Bergson el problema central no es el de la analogía, es el de saber cómo es posible para el alma del místico ”dejarse penetrar, sin que su personalidad sea absorbida, por un ser que puede inmensamente más que ella, como el hierro por el fuego que lo enrojece."

### Cómo la persona del místico sigue siendo ella misma
La verdadera unicidad de la persona no reside en su esfuerzo por seguir siendo él mismo a través de todos los cambios de su existencia (como escribió Bergson en sus obras anteriores). La unidad del spinozismo y su profunda intuición no depende de los elementos tomados del cartesianismo o del aristotelismo de los médicos judíos contemporáneos de Spinoza, está más allá de esta continuidad del cambio. La unicidad de la persona humana no está asegurada por la continuidad del cambio. Tomamos conciencia de ello cuando nos planteamos la pregunta de qué habríamos hecho en circunstancias que no conocíamos: “Esta pregunta, verdaderamente sin sentido si la persona se identifica con la continuidad de sus cambios, sólo adquiere su significado como testimonio de nuestra resistencia a fundamentar la unicidad de la persona, y por tanto su coherencia absoluta, más que relativa como en la individualidad, en la continuidad de los acontecimientos por los que pasa. Porque detrás de esta pregunta aparece la idea de que yo podría haber sido la misma persona habiendo sido una continuidad de cambio diferente, pero movido, sin duda, por el mismo tipo de esfuerzo creativo - la misma emoción (...) Podría haber sido yo siendo otra persona, habiendo experimentado otras cosas. Me doy prueba de ello escribiendo novelas, cada uno de cuyos personajes es sólo lo que yo habría sido en otras circunstancias. Para la persona como continuidad del cambio y para el individuo que éste supone, la alteridad irreductible de los otros es el único baluarte de su unicidad. En otras palabras, al igual que el individuo, la persona como continuidad del cambio permanece cerrada.”
La emoción supraintelectual de que se trata aquí es también llamada y relación, pero una relación que preexiste a la relación entre individuos distintos, la relación como relación... alegría, tristeza, lástima, simpatía,"  constitutiva de sus términos. Bergson da una idea de lo que puede ser esta relación, difícil de expresar con palabras, hablando de la música y de los sentimientos que expresa: “A decir verdad, ella [la música] no introduce en nosotros estos sentimientos; más bien nos introduce en ellos, como a los transeúntes que son empujados a bailar." 

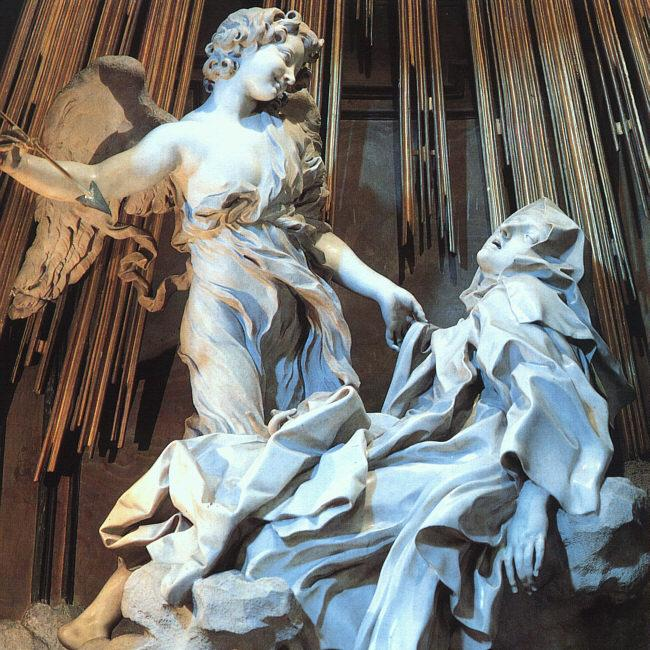
Representación de la transverberación de Teresa de Ávila por Bernini.

Como emoción, la persona es éxtasis, es decir una salida de sí hacia el otro, constitutiva de sí y del otro. Ante una obra de arte, el artista y el espectador no son otra cosa que la obra de arte, pero es al mismo tiempo esto lo que los sitúa a cada uno en su lugar. Sin embargo, si podemos entender que el acto de creación artística, como emoción, crea una relación constitutiva de personalidades, es decir, un creador por un lado, un espectador por el otro, estas personalidades no deben confundirse con las personas de este artista y a este espectador como una continuidad del cambio desde su nacimiento hasta su muerte.
En el caso de la unión mística, la dificultad es comprender cómo una persona (inevitablemente una continuidad del cambio) puede convertirse en la emoción en el origen de esta continuidad, y también comprender cómo una persona se crea a sí misma, no en el sentido de continuidad del cambio, sino en el sentido absoluto o divino del esfuerzo mismo de recuperación. Hay una diferencia entre la emoción del amor que experimenta el verdadero místico y la emoción que experimenta frente a la obra de arte. En el caso de la obra de arte, si me encuentro en la emoción vivida con el artista en la obra, eso me convierte en otra persona, piensa A. Hinojo, y continúa diciendo: “Ciertamente, el amor místico es un éxtasis en el que [el alma] está absorta.”  Sin embargo, la personalidad del místico, que también experimenta un éxtasis, una salida de sí mismo, no está absorbida. El místico es así amado por sí mismo, imprimiendo incluso en el amor” la marca de su personalidad."  Dejando así su personalidad como continuidad del cambio, y aunque posee una personalidad creada, el místico se abandona, no para convertirse en otro (conserva su personalidad histórica concreta), como en la emoción frente a la obra de arte, sino llegar a ser el propio creador.”
Esto es lo que hizo decir a Frédéric Worms que “el misticismo completo es (...) participación en la acción divina ...” O también: “el místico sigue siendo un hombre, incluso si su humanidad es trascendida por su participación en una acción de mayor intensidad..." Para repetirlo con A. Feneuil, “el místico sale de sí mismo para convertirse en su propio creador.” Revela el secreto de la creación, ligado al hecho de que el amor, siendo exigencia de reciprocidad, la creación está implicada en el amor de Dios: “Los místicos son unánimes al testificar que Dios nos necesita, como nosotros necesitamos a Dios. ¿Por qué nos necesitaría si no para amarnos? Ésta será, en efecto, la conclusión del filósofo que se apegue a la experiencia mística. La creación le aparecerá como una empresa de Dios para crear creadores, para añadir seres dignos de su amor.” Baste agregar a esto que el místico, al ser participación de la acción divina misma, lo conduce ipso facto al amor universal de los seres a través de la acción (nunca sólo la contemplación). Precisamente, según Bergson, “la calidad de su acción, indiferente a los obstáculos y problemas humanos (prácticos o intelectuales), que atestiguará su misticidad.”

### Conocimientofilosóficode Dios a través de los místicos
Permite, evitando el antropomorfismo (que equipara a Dios con una especie de ser humano superior) y el agnosticismo (considerándolo perfectamente incognoscible), pensar en Dios de otra manera que por analogía (es decir, atribuyéndole las más altas cualidades -la personalidad por ejemplo)-, pero corrigiendo esta atribución enfatizando que la personalidad en Dios tiene un significado inconmensurable con lo que es la personalidad en los seres humanos). Bergson no necesita esta teoría ni este método de analogía ya que la definición de Dios como puro esfuerzo, como emoción absoluta, lo distingue radicalmente de la continuidad del cambio que es la persona humana. Lo que significa también definirlo, a partir de la experiencia de los místicos, como amor (“el amor de Dios no es algo de Dios, es Dios mismo "). Al distinguir a Dios de la persona humana, la definición de Dios como amor arroja luz sobre la relación de Dios con el místico: a través de él, Dios lo invita a convertirse plenamente en él mismo, convirtiéndose en principio de su creación. La teoría de la analogía supone una distancia infinita entre Dios y la criatura, distancia infinita cuya experiencia mística es la negación.
Esto tiene como consecuencia que el conocimiento de Dios se diferencia del conocimiento discursivo, consistente en introducir una cosa particular en un orden general dándole un nombre común. Una teoría de la analogía pretende determinar la naturaleza de Dios, su quid (su qué): qué es). “Por el contrario, si Dios se entrega en la relación personal que mantiene con él, entonces no se le conoce en su quid, sino en su quis [literalmente su quién ]: no se le conoce conceptualmente sino personalmente, y una teoría de la analogía ya no tiene sentido (...) Bergson, al tematizar la identidad entre emoción y persona, supera las dificultades del discurso analógico sobre Dios. Esta identidad, de hecho, nos permite comprender que en el término amor, la naturaleza de Dios nunca se da sino a través de su persona. El amor es el nombre propio de Dios: lo designa en la relación que podemos mantener con él, sin insertarlo nunca en la red conceptual de nuestro conocimiento discursivo.”

#### ¿El Dios de Bergson no es elDios de los filósofos y de los científicos? ¿Es elde Abraham, Isaac y Jacob?

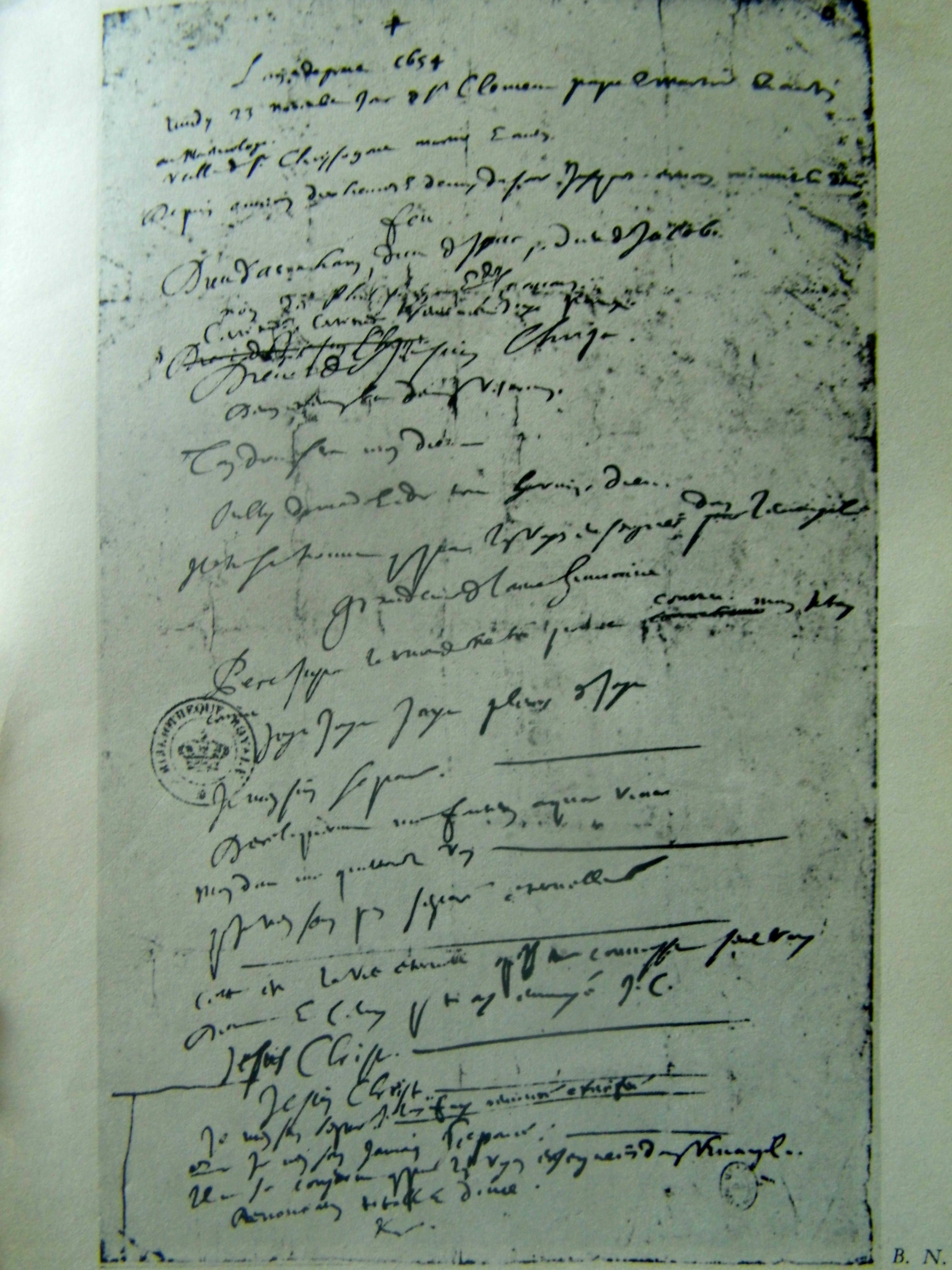
Memorial Pascal : su experiencia religiosa relatada en el autógrafo encontrado a su muerte en el forro de su prenda la noche del éxtasis del 23 de noviembre de 1654 y el encuentro con Dios "de Abraham, Dios de Isaac, Dios de Jacob, no de filósofos y eruditos ".

La célebre frase de Pascal cuando, para dar cuenta de su experiencia mística, contrasta al Dios de Abraham, Isaac y Jacob con el Dios de los filósofos y científicos. Para Frédéric Worms, el dios de Bergson “tampoco es un concepto", ni "Una cosa”, ni un “persona" si al menos queremos aislar a esta persona donde se revela en aquellos privilegiados que lo sienten y que consume". Pero no resuelve la cuestión de si él es el Dios del que habla Pascal refiriéndose a aquellos que conoció según la Biblia y rodea con la misma cuestión la afirmación de Maurice Merleau-Ponty según la cual este pensamiento de Bergson sería a "extraordinaria filosofía religiosa, muy personal y en algunos aspectos precristiana."

#### ¿Cómo conoce el filósofo a Dios a través del místico?
A primera vista esta cuestión no plantea dificultades puesto que la definición de Dios como amor implica la llamada lanzada por Dios a los místicos, pero también la llamada lanzada por el místico a reconocer esta realidad, una llamada lanzada a toda la humanidad, por tanto a los filósofos como Bueno. En el orden cognitivo, la intuición del filósofo es primaria ya que es ésta la que indica la dirección en la que buscar lo que es la parte esencial del discurso místico. Pero en derecho esta intuición es secundaria porque no es más que el eco en el alma filosófica de la llamada del místico a convertirse en persona, en una relación de amor al místico y a Dios. Es porque el filósofo ha percibido el entusiasmo de la llamada de los místicos, la llamada del amor que son, que puede teorizar esta experiencia y a Dios. Siempre, por supuesto, que veamos que los filósofos, diría A. Feneuil, no sabemos qué son los místicos (su esfuerzo puede ser de Dios o de Dios mismo, escribió Bergson, lo que lleva a plantearse si ellos mismos no son divinos), sino quiénes son.

#### Un último problema vinculado al de Cristo: ¿Cuántos místicos diferentes hay?
La intuición en el origen de la filosofía de Spinoza no unifica a toda la persona de Spinoza, sino sólo al filósofo Spinoza, una persona nueva, una persona en un sentido cercano al sentido adecuado a la persona de Dios, o una persona que coincide con su emoción. Captamos esta intuición del filósofo Spinoza a través de imágenes mediadoras, es decir, imágenes que sugieren la dirección en la que mirar pero que no nos dan la cosa en sí. ¿Se puede entender a los místicos en este sentido, es decir, que serían para la emoción que define la persona de Dios lo que la imagen mediadora es para la intuición del filósofo? Pero Bergson piensa que “si los grandes místicos son realmente como los hemos descrito, se encuentran como imitadores originales pero incompletos de lo que fue completamente el Cristo de los Evangelios.” A menudo decía que los místicos eran la relación de amor con Dios, pero que se distinguían por el lugar que ocupaban en esa relación. Para A. Feneuil, si tomamos esto literalmente, significa que hay “tantas personas divinas como místicos.” Si esto sólo se aplica a Cristo, significa que los místicos en cuanto místicos son una y la misma persona, y que Cristo sería esa persona que son los místicos como tales. Sin embargo, la concepción de Bergson sobre la Encarnación plantea un problema ya que escribe: “De hecho, en el origen del cristianismo está Cristo. Desde nuestro punto de vista, poco importa si Cristo es llamado hombre o no. Ni siquiera importa que su nombre sea Cristo. Quienes llegaron a negar la existencia de Jesús no impedirán que el Sermón de la montaña aparezca en el Evangelio, con otras palabras divinas.” Este "equivaldría a decir que el proceso descrito como divinización del hombre, salida de su personalidad individual como retorno a sí mismo en el secreto de su creación, sólo tendría sentido en Cristo; que todos los hombres sólo pueden ser la emoción que los constituye en la persona de Cristo.” El mantenimiento del primado de Cristo, de su plenitud como místico, se explica porque la idea de un individuo verdaderamente humano sigue siendo impensable. actor de sus acciones desde su nacimiento.”

##### Lugar de filosofía y lugar de fe
Esto tiene como consecuencia que el filósofo como filósofo no conoce el amor puro de Dios: “No lo sabe, porque para un individuo humano nada es jamás accesible excepto a través de las formas de la experiencia humana, los sentidos y la inteligencia, e incluso su superación sólo puede tener lugar a través de ellos. Así como los intérpretes de un filósofo sólo tienen acceso a su intuición a través de la imagen mediadora de su filosofía, el filósofo sólo tiene acceso a la persona de Dios a través de los individuos que son los místicos. Para que el filósofo -que todavía no es un místico- pueda tener acceso al amor puro, sería necesario que pudiera ver a un individuo creativo, desde su nacimiento hasta su muerte, lo que a Bergson le parece naturalmente imposible, y lo que el la encarnación es precisamente. Es, pues, ahí, precisamente en esta cuestión de la encarnación y de la posibilidad de acceso directo al amor puro, donde se deja un lugar a la fe. Conociendo sólo tal o cual amor que es tal o cual místico, el filósofo no recibe el llamado místico en su pureza, no pudiendo ayudarse, él todavía humano, a ver en el místico lo humano que era. En otras palabras, y paradójicamente, incluso trágicamente, son las características individuales de los místicos - es decir las imperfecciones de su misticidad - las que constituyen, para el filósofo, las indicaciones de la dirección en la que buscar el amor. Pero este amor sigue siendo para él un punto vacío, una exigencia hacia la que se esfuerza y hacia la que se deja guiar por los ejemplos de tales o cuales místicos, a quienes su situación individual le hace particularmente sensible.”

##### Otras soluciones a esta cuestión del lugar de Cristo
La frase de Bergson que justifica toda la discusión anterior es la siguiente: “Digamos simplemente que, si los grandes místicos son realmente como los hemos descrito, resultan ser imitadores originales, pero incompletos, de lo que fue completamente el Cristo de los Evangelios."
Henri Gouhier piensa que esto significa que hay una operación insuperable realizada por Cristo que explica su lugar singular y su primacía entre los místicos. Étienne Borne considera que esta incompletitud de facto de los místicos distintos de Cristo no hace imposible la venida de un nuevo Cristo 
Según Feneuil, estas dos respuestas no son satisfactorias porque la primera no ofrece ninguna solución en cuanto a la posibilidad de igualar a Cristo. En cuanto al segundo, el de Étienne Borne, resulta contradictorio con las declaraciones de Bergson sobre su proximidad al catolicismo. En particular, en su testamento escrito en 1937 (donde da testimonio de su conversión a esta religión) y parcialmente hecho público en 1941.

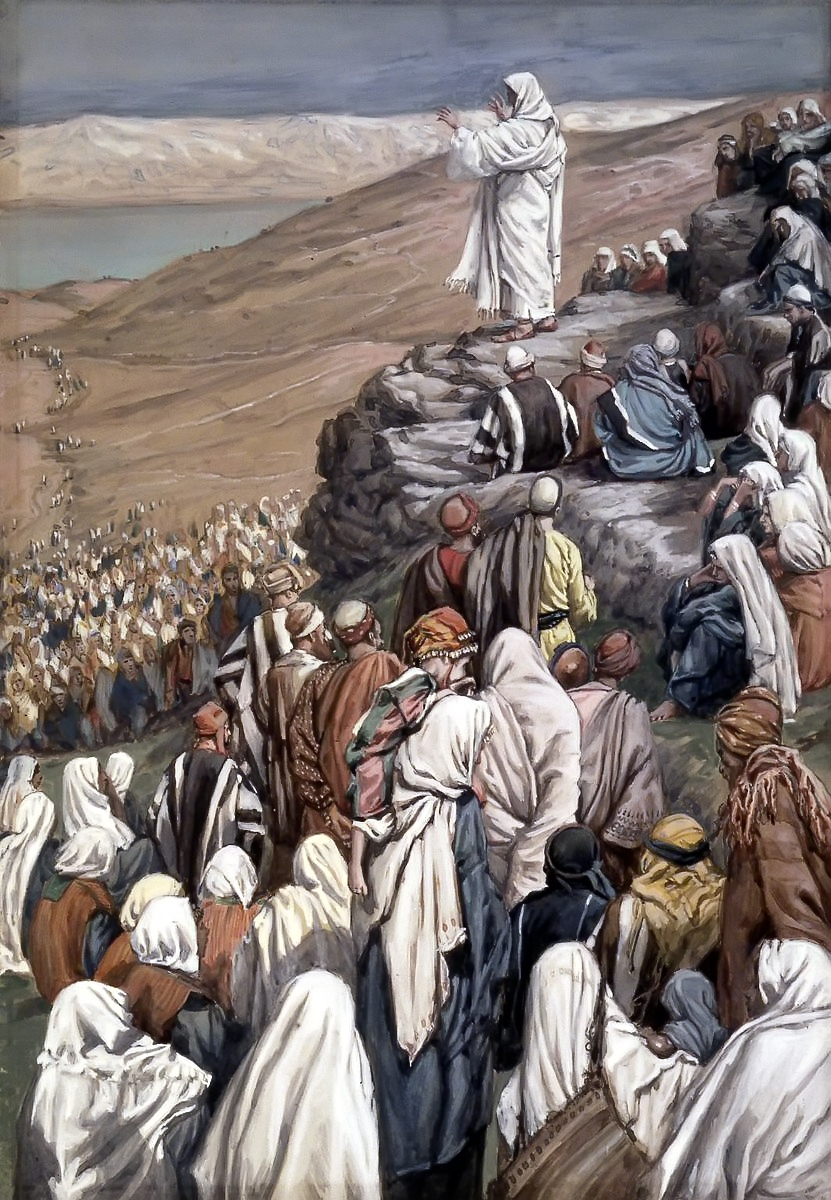
El Sermón de la montaña de los Evangelios: el amor a los enemigos es una moral (y un misticismo) insuperable, según Bergson.

Maurice Merleau-Ponty escribió, sin embargo, en su Elogio de la filosofía, recordando que Bergson no se había convertido plena ni abiertamente durante su vida debido a vínculos con su pueblo: “ diremos : si el filósofo piensa verdaderamente que una Iglesia guarda los secretos de la vida y los instrumentos de la salvación, no puede servir mejor a los demás que sirviéndoles a ella sin reservas. Pero es indudable que la hipótesis es vana: por la propia elección que hizo, Bergson atestigua que para él no hay un lugar para la verdad donde se deba buscarla a toda costa, incluso rompiendo las relaciones humanas y los vínculos de la vida y la historia."

##### La moral abierta y la religión dinámica se unen
Para Bergson, la humanidad de los místicos se extiende más allá y tiene algo "indefinido”, subiendo a “la totalidad de la naturaleza  "todos los seres vivos libres en todas partes del cosmos. Es un conjunto ilimitado,” Para Bergson no es el concepto de humanidad lo que hace operativas las moralidades universalistas, sino las personas “que aman de facto a la humanidad”. Son los santos y los héroes por su simple apariencia. Cuestionan la guerra, la moral limitada al grupo, el egoísmo colectivo. Worms cita la famosa frase de Pascal: “La verdad debajo de los Pirineos, está más allá", y la caricatura con vistas a estigmatizar la moral cerrada: “ No mataréis debajo de los Pirineos, mataréis más allá." La moraleja que se opone es “la moral del Evangelio." O, más precisamente,lal del Sermón de la montaña. Lo cual, señala esta edición crítica de Les Deux Sources, “no podría ser igualada." 

### Vínculo conLa evolución creadora
Bergson luego conecta Las dos fuentes de la moralidad y la religión con La evolución creadora, que André Cresson resume de la siguiente manera: :

En este libro sólo quiso tener en cuenta datos biológicos. La experiencia de los místicos nos permite considerar más allá de ciertas “probabilidades”. ¿Por qué no creer que la creación es una empresa de Dios para crear Creadores, para sumar seres dignos de su amor? Y Bergson escribe: “Seres llamados a la existencia que estaban destinados a amar y a ser amados, teniendo que definir la energía creativa por el amor. A diferencia de Dios que es esta misma energía, solo pudieron surgir en un universo y es por eso que surgió el universo. En la porción del universo que es nuestro planeta, probablemente en todo nuestro sistema planetario, tales seres para poder producirse debieron constituir una especie y esta especie requirió de un sinfín de otros que fueron la preparación, el sustento y el desperdicio ... » Esto es lo que la experiencia de los místicos nos permite añadir como probabilidad a lo que la Evolución creativa sugirió fuertemente.

## Mecánica y misticismo
El último capítulo expone la visión del autor sobre el futuro y contiene el famoso pasaje sobre el "suplemento del alma" cuyo cuerpo estaría esperando, siguiendo las extraordinarias posibilidades que le brinda la tecnología. Esta reflexión se sitúa bajo el signo de la dualidad mecánico/mística:

No nos limitemos, pues, a decir, como hemos dicho más arriba, que la mística exige mecánica. Añadamos que el cuerpo agrandado espera un suplemento de alma, y que la mecánica requeriría misticismo. Los orígenes de este mecanismo son quizás más místicos de lo que uno podría creer; sólo recuperará su verdadera dirección, sólo prestará servicios proporcionados a su poder, si la humanidad, que se ha inclinado aun más hacia la tierra, logra a través de ella enderezarse y mirar al cielo.
Henri Bergson, Remarques finales. Mécanique et mystique, PUF, pp. 329-330

Y esta mirada al “cielo" anuncia la frase final (que ha devenido tan famosa como el “suplemento del alma"), sobre "la función esencial del universo, que es una máquina para hacer dioses." Porque, de principio a fin, la cuestión central sería la del misticismo que deifica a los seres.
“Nosotros malinterpretamos", piensa F. Gusanos "las fórmulas que tan famosas se han hecho en el cuerpo crecido desproporcionadamente de la humanidad que esperaría un “suplemento del alma." Quisiéramos que esta alma tuviera algo de misterioso, una emoción oscura, un irracionalismo adicional. Pero este no es el caso; [esta orientación] también ya ha sido definida por la apertura moral, que, sin embargo, no puede aplicarse mecánicamente a la nueva situación creada precisamente por la mecánica. No basta con predicar el amor, sino encontrar soluciones al problema creado por estas técnicas que puedan servirles pero también servir a la guerra y al odio, de un modo aún más formidable que nunca (Bergson fue uno de los primeros en hablar del exterminio del enemigo y la posible destrucción del planeta). A partir de entonces, no se trata más de idealizar la ética que de demonizar la tecnología, sino al contrario de someter sus relaciones a la polaridad, más urgente que nunca, de lo cerrado y lo abierto.”